# Баталпашинский отдел
Баталпашинский отдел — административная единица в составе Кубанской области Российской империи и Кубано-Черноморской области РСФСР, существовавшая в 1869—1922 годах. Административный центр — станица Баталпашинская.

## География
Отдел занимал юго-восточную часть области, граничил на юге через Кавказский хребет с Кутаисской губернией, на юго-востоке — с Терской областью, на северо-востоке — со Ставропольской губернией. Большая часть отдела гористая. Территория 15 135 вёрст² (17 224,7 км²).

### Современное состояние
На территории бывшего Баталпашинского отдела Кубанской области располагаются Карачаево-Черкесская Республика, части Кочубеевского района Ставропольского края, Отрадненского и Успенского районов Краснодарского края.

## История
Образован в 1869 году как Баталпашинский уезд в составе Кубанской области, с 1888 года — Баталпашинский отдел. После установления Советской власти на Кубани в марте 1920 года Баталпашинский отдел вошёл в состав вновь образованной Кубано-Черноморской области. 20 января 1921 года к вновь образованной Горской АССР отошла южная часть отдела. 12 января 1922 года была образована Карачаево-Черкесская автономная область, в которую вошла большая часть Баталпашинского отдела вместе со станицей Баталпашинской. В связи с этим 28 февраля 1922 года Баталпашинский отдел был упразднен, оставшаяся часть территории была передана Армавирскому отделу.

## Административное устройство
В 1913 году в состав отдела входили 6 волостных правлений, 18 станиц и 35 аульных правлений:
Волостные правления:
- Богословское — селение Богословское,
- Козьминское — селение Козьминское,
- Ливонское — селение Ливонское,
- Марухское — селение Марухское,
- Ольгинское — селение Ольгинское,
- Рождественское — селение Рождественское.

Станицы:
| - Баталпашинская, - Бекешевская, - Беломечетская, - Воровсколесская, - Георгиевская - Зеленчукская, - Исправная, - Кардоникская, - Красногорская - Невинномысская, - Отрадная, - Передовая, - Преградная, - Спокойная, - Сторожевая, - Суворовская, - Удобная, - Усть-Джегутинская. |

Аульные правления:
| - Атажукинский, - Атлескировский, - Бибердовский, - Вольный - Даутский, - Джазлыкский, - Джегутинский, - Докшуковский, - Дударуковский, - Егибоковский, - Зеленчукско-Лоовский, - Каменномостский - Карт-Джуртский, - Касаевский, - Клычевский, - Карамурзинский - Коноковский, - Кувинский - Кумско-Лоовский, - Кургоковский, - Лоовско-Кубанский - Мансуровский - Маринский - Сентинский, - Тазартуковский, - Тахтамышевский - Тебердинский - Ураковский, - Урупский, - Учкуланский, - Хохондуковский, - Хумаринский, - Хурзукский, - Шах-Гиреевский - Эрсаконский |

## Населённые пункты
Крупнейшие населённые пункты (население, конец XIX века)
- станица Баталпашинская (11 473[1])
- станица Отрадная (11 144)
- станица Невинномысская (7 417)
- станица Суворовская (6 500)
- станица Удобная (6 500)
- станица Бекешевская (5 500)
- аул Учкулан (5 000)
- станица Воровсколесская (4 947)
- станица Беломечетская (4 118)
- станица Кардоникская (3 757)
- станица Сторожевая (3 500)
- станица Передовая (2 178)

## Население
Национальный состав отдела по языку в 1897 году:
| Национальность        | Численность, чел. | Доля от всего населения, % |
| --------------------- | ----------------- | -------------------------- |
| русские (великороссы) | 90 305            | 41,92                      |
| русские (малороссы)   | 58 421            | 27,12                      |
| карачаевцы,           | 26 867            | 12,47                      |
| абазины и абхазы      | 10 370            | 4,81                       |
| кабардинцы            | 8452              | 3,92                       |
| ногайцы               | 5746              | 2,67                       |
| немцы                 | 4392              | 2,04                       |
| черкесы и адыгейцы    | 3962              | 1,84                       |
| другие                | 6885              | 3,20                       |
| Итого:                | 215 400           | 100,00                     |

Распределение населения по половому признаку:
- мужчины — 107 825 (50,06 %)
- женщины — 107 575 (49,94 %)

Казаки были депортированы в 1921 году большевистской администрацией.